# Штайнхаузен
Штайнхаузен (нем. Steinhausen) — город в Швейцарии, в кантоне Цуг.
Население составляет 10 129 человек (на 31 декабря 2019 года). Официальный код — 1708.